# Takoyaki

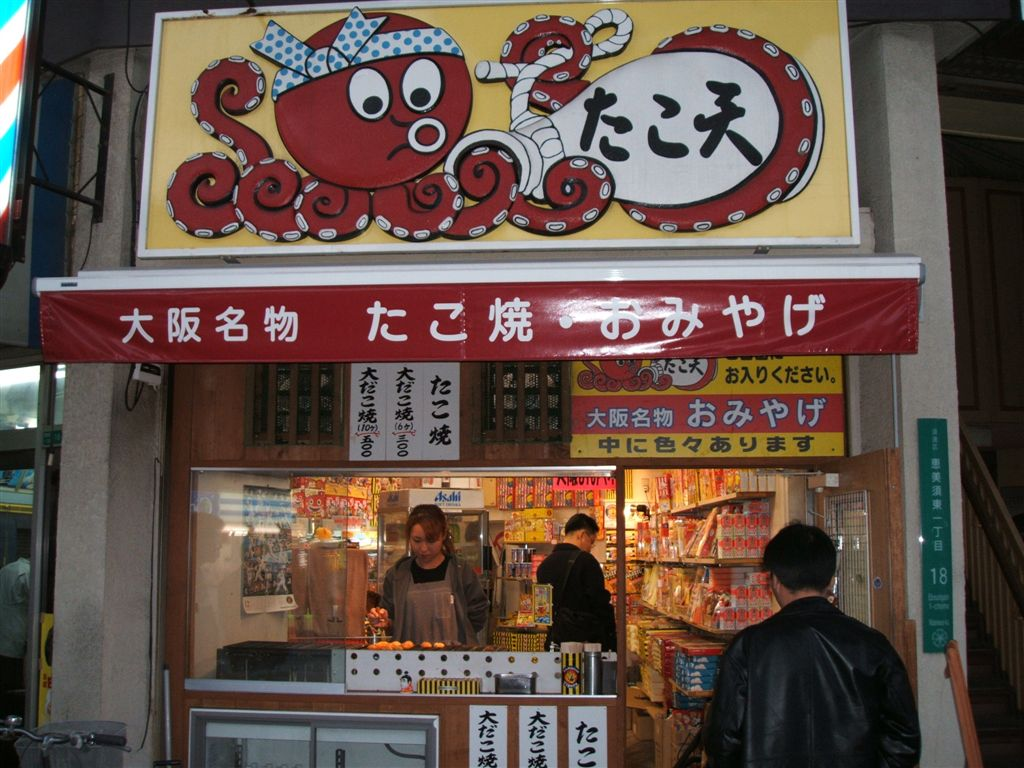
Takoyaki

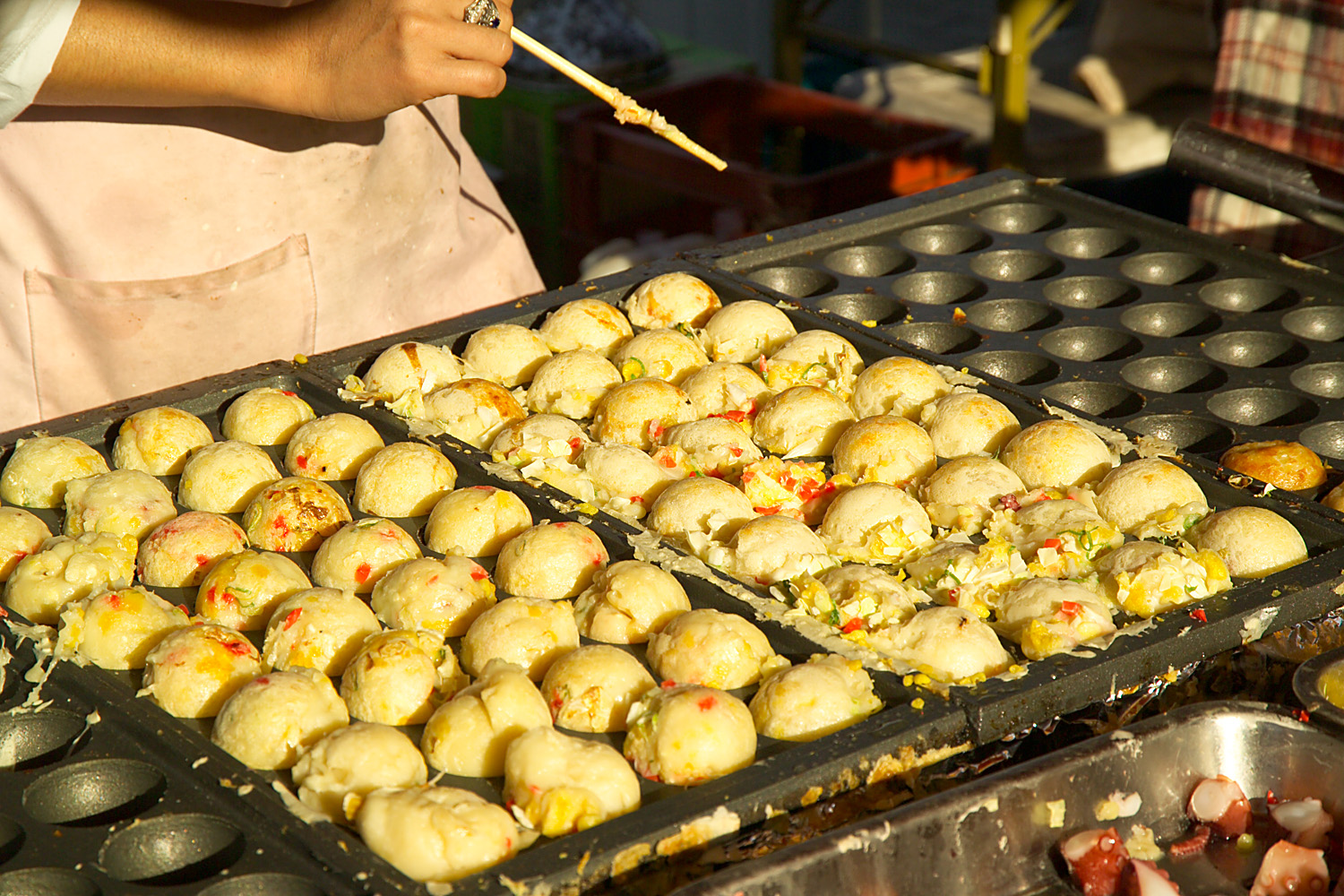
Takoyaki

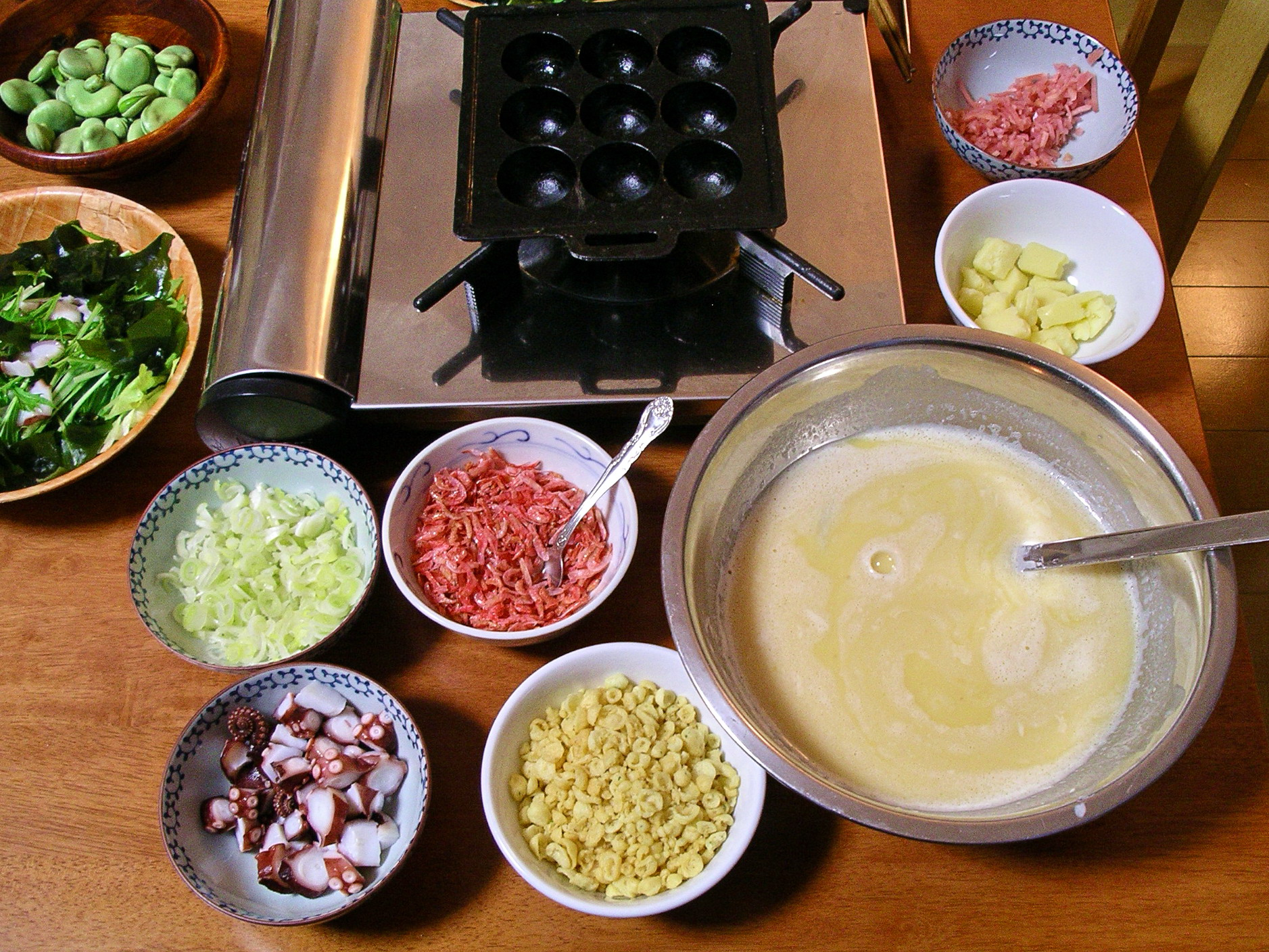
Takoyaki fatti in casa

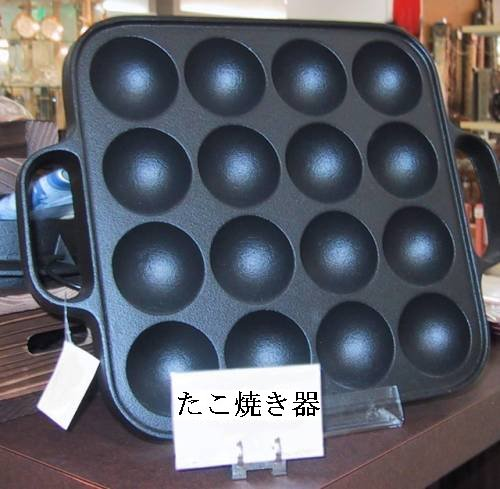
Padella per takoyaki quadrata con 16 stampi

I takoyaki (たこ焼き? o 蛸焼?, letteralmente: polpo fritto o grigliato) sono polpette fritte giapponesi di forma sferica tipiche della cucina di Osaka.

## Preparazione
Si cucinano dopo aver preparato una pastella fatta con una speciale farina di grano, al cui interno viene posto un pezzo di polpo. Altri ingredienti da aggiungere prima della cottura sono i ritagli di tempura (tenkasu), zenzero marinato e cipolla verde. Quando sono pronti, vengono guarniti con salsa Otafuku per takoyaki o equivalente, alga aonori tritata, maionese e katsuobushi (fiocchi di tonnetto striato essiccato e affumicato). Oltre alla ricetta tipica vi sono altre varianti, specialmente per quanto riguarda la guarnitura finale.
I takoyaki si possono fare facilmente in casa con una padella apposita, e la loro preparazione richiede abbastanza tempo. Si utilizza una speciale padella per takoyaki in ghisa con forme semisferiche, che viene leggermente unta di olio con un panno. Il composto va versato all'interno delle forme quando la padella è molto calda. Il termine yaki deriva da yaku (焼く?) che significa "infornato o grigliato" in giapponese, e compare nei nomi di altri piatti della cucina giapponese come teriyaki o sukiyaki. Esiste un piatto dal nome simile chiamato ikayaki, ma è un calamaro intero cotto allo spiedo e non ha somiglianza.
Sono considerati solitamente uno spuntino da mangiare velocemente e venduti in appositi negozi, solo alcuni dei quali sono forniti di tavoli e sedie. Il consumo dei takoyaki è molto elevato, anche per il prezzo relativamente basso. Nei negozi sono cucinati a ciclo continuo in grandi padelle e spesso non si deve aspettare per averli. Ci sono anche ristoranti nei quali i clienti possono cuocere i takoyaki al proprio tavolo. I takoyaki si mangiano appena cotti, quando sono ancora bollenti. Famosi in tutto il Giappone, sono particolarmente diffusi nella regione del Kansai, dove sono mangiati anche come contorno assieme al riso cotto. Sono in commercio anche i takoyaki congelati, che i giapponesi consumano dopo averli scaldati con il forno a microonde. È abbastanza diffuso nel paese cucinarli con un fornello portatile durante i picnic.

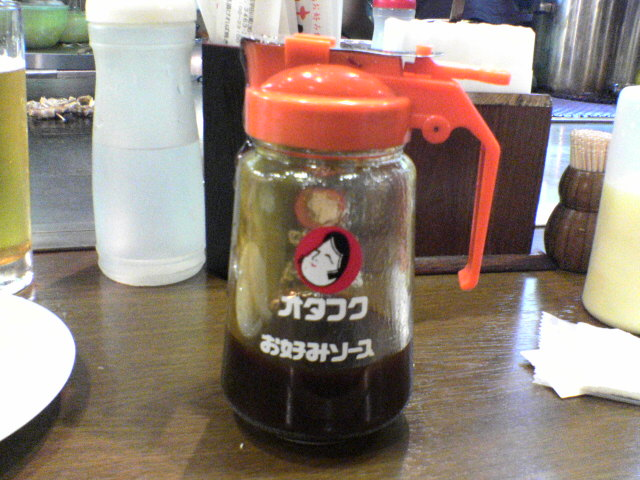
salsa Otafuku